# Stijn Vreven
Stijn Vreven (Hasselt, 18 juli 1973) is een Belgisch voetbaltrainer en voormalig profvoetballer. In 2002 debuteerde hij in het Belgisch voetbalelftal.

## Spelerscarrière
De verdediger begon zijn carrière bij KV Mechelen, waarvoor hij in het seizoen 1993/94 acht wedstrijden speelde. In Mechelen ontpopte Vreven zich tot vaste waarde in de verdediging, wat hem in het seizoen 1997/98 een transfer naar KAA Gent opleverde. Na twee seizoenen in Gent was het FC Utrecht dat de Belg naar Nederland haalde. Vier seizoenen lang was Vreven een cult-held in Utrecht. Vreven werd in Utrecht populair door zijn fanatieke manier van verdedigen en zijn tomeloze inzet. In de zomer van 2003 vertrok Vreven naar 1. FC Kaiserslautern in Duitsland. Dat avontuur leverde niet veel speelminuten op. Met slechts acht wedstrijden dat seizoen keerde Vreven terug naar Nederland, om bij Vitesse te gaan spelen. Bij Vitesse liet Vreven zien nog steeds dezelfde fanatiekeling te zijn. Zijn gedrag zou echter de reden zijn van zijn vertrek. Na commentaar over de 'kerst-stemming' die bij Vitesse zou hangen werd door Vitesse besloten de verdediger terug te zetten naar het tweede elftal. De verdediger vertrok naar daarop enkele weken later naar Omonia Nicosia in Cyprus, alwaar hij niet kon aarden vanwege het feit dat de Cyprioten in zijn visie meer op techniek dan op inzet speelden. Dat was voor hem een reden om te kiezen voor een aanbieding van ADO Den Haag. Bij ADO speelde Stijn op zijn favoriete rechtsachterpositie. Trainer Frans Adelaar bombardeerde Stijn Vreven meteen tot aanvoerder.
Minder goed nieuws kwam er voor Vreven toen in maart 2007 werd vastgesteld dat hij suikerziekte heeft.
Vreven speelde twee interlands voor de Rode Duivels (in 2002 tijdens zijn periode bij FC Utrecht). Hij had destijds onder andere Régis Genaux, Jacky Peeters, Eric Deflandre en Olivier De Cock als concurrentie voor de positie als rechtsback.

## Trainerscarrière

### Lagere divisies
In 2010 begon Vreven zijn trainerscarrière voor achtereenvolgens Esperanza Neerpelt, KFC Dessel Sport en Lommel United. Met Lommel United eindigde Vreven het seizoen 2014/15 in Tweede klasse op de tweede plaats, achter kampioen Sint-Truidense VV. Voor Lommel United, dat toen voor een groot deel uit semi-profs bestond, was dit het beste resultaat uit de clubgeschiedenis.

### Waasland-Beveren
In het seizoen 2015/16 werd Vreven de nieuwe trainer van Waasland-Beveren. De club eindigde dat seizoen op de twaalfde plaats met 33 punten, het beste resultaat sinds de club in 2012 promoveerde naar de hoogste afdeling. Op 21 februari 2016 won Beveren met 1-0 van RSC Anderlecht. Opvallend was dat de ploeg van Vreven bijna een uur met een man minder stond, na een rode kaart voor Miloš Marić. Het was voor het eerst sinds de fusie dat Waasland-Beveren punten kon rapen tegen Anderlecht.
Op 28 oktober 2016 maakte de club bekend dat de samenwerking met Vreven werd beëindigd. Het ontslag van Vreven stuitte bij de spelers van Waasland-Beveren op veel onbegrip. Later zou voorzitter Dirk Huyck toegeven dat hij niet achter het ontslag van Vreven stond en dat hij hoopt dat hij de coach ooit nog een keer terug kan halen naar Waasland-Beveren. Vreven was bij zijn ontslag de eerste trainer die een volledig seizoen had uitgediend.

### NAC Breda.
Op 1 januari 2017 werd bekendgemaakt dat Vreven aangesteld was als hoofdtrainer bij NAC Breda, op dat moment actief in de Eerste divisie. Vreven ondertekende in Breda een contract tot medio 2017, met een optie voor nog een seizoen. Hij trad aan als opvolger van de eerder weggestuurde Marinus Dijkhuizen. NAC Breda stond op dat moment op de achtste plaats in de rangschikking. Toch dwong Vreven dat seizoen de promotie naar Eredivisie af via de eindronde. In het beslissende tweeluik was zijn ploeg te sterk voor N.E.C.. Op de 1-0-zege voor eigen publiek volgde een 4-1-overwinning in Nijmegen.
Op zaterdag 23 september 2017 won NAC Breda voor de eerste keer in haar bestaan in De Kuip met 0-2 van landskampioen Feyenoord. Op 4 maart won Vreven met NAC Breda ook in eigen huis van Feyenoord met 2-1. Dat een promovendus twee keer de baas is over de landskampioen, was nooit eerder vertoond sinds de invoering van de Eredivisie in 1956. Aan het einde van het seizoen werd bekend dat Vreven NAC Breda na anderhalf seizoen zou verlaten.

### Beerschot Wilrijk
Op 25 mei 2018 stelde KFCO Beerschot Wilrijk Stijn Vreven aan als nieuwe hoofdcoach. Vreven kreeg negen assistenten onder zich, waaronder Hernán Losada, Frank Dauwen en Will Still. Vreven kreeg de opdracht om KFCO Beerschot Wilrijk weer naar de Jupiler Pro League, de hoogste klasse van het Belgisch voetbal, te krijgen. Daar slaagde hij bijna in: Beerschot werd periodekampioen in de tweede periode, maar verloor in de titelwedstrijden van KV Mechelen met een totaalscore van 2-1. Door de veroordeling van KV Mechelen in de zaak-Propere Handen leek Beerschot alsnog via de groene tafel te kunnen promoveren, maar uiteindelijk moest Beerschot het seizoen 2019/20 toch aanvatten in Eerste klasse B.
Toen de kansen van Beerschot Wilrijk om het eerste periodekampioenschap te winnen hoe langer hoe meer slonken, werd het contract van Vreven op 9 oktober 2019 stopgezet.

### KSC Lokeren
Vier dagen na het ontslag van Glen De Boeck werd Vreven aangesteld als zijn opvolger bij KSC Lokeren. Onder leiding van De Boeck had Lokeren zijn eerste wedstrijd in de tweede periode van Eerste klasse B verloren. In die eerste periode was Lokeren, dat in het seizoen daarvoor uit de Jupiler Pro League was gedegradeerd, slechts zesde op acht geëindigd. Onder Vreven werden de resultaten er niet beter onder: de Limburger begon er met 2 op 15 en boekte pas op 12 januari 2020 zijn eerste competitiezege als Lokeren-trainer.
Lokeren bleef ondanks zijn 1-2-zege tegen Excelsior Virton laatste staan in de tweede periode. Het zou uiteindelijk de enige zege van Vreven als Lokeren-trainer zijn, want in de zeven resterende competitiewedstrijden sprokkelde Vreven, die in Lokeren onder moeilijke extrasportieve omstandigheden (overnamesoap, zware financiële problemen) moest werken, slechts 2 op 21.
Lokeren werd op het einde van de reguliere competitie veroordeeld tot play-downs tegen KSV Roeselare, dat voorlaatste was geëindigd in de algemene rangschikking. Die kwamen er uiteindelijk niet, want in april 2020 viel het doek over Lokeren.

### AS Trenčín
In juli 2020 werd Vreven de nieuwe trainer van de Slowaakse eersteklasser AS Trenčín. De club stond in België bekend als de Europese voetbalwieg van onder andere Moses Simon, Leon Bailey en Wesley Moraes: zij zijn maar een paar van de voetballers die van Slowakije naar de Jupiler Pro League verhuisden en vervolgens een transfer hogerop versierden. Vreven ondertekende een éénjarig contract bij de tweevoudige Slowaakse kampioen, die in het seizoen 2019/20 pas zevende was geëindigd.
Trenčín begon matig aan het seizoen: de club boekte pas in zijn zesde competitiewedstrijd zijn eerste competitiezege, nadat het daarvoor wel al van Spartak Myjava had gewonnen in de Slowaakse voetbalbeker. De club bleef quasi het hele seizoen in de onderste helft van het klassement hangen en stond na veertien speeldagen zelfs gedeeld laatste. Na een inhaalrace in de slotfase van de reguliere competitie, waarin Trenčín een knappe 14 op 18 boekte, plaatste de club zich uiteindelijk toch nog voor de kampioenen-playoffs. Trenčín begon met 0 op 18 aan de play-offs, waarna Vreven ontslagen werd.

### Dessel Sport
In november 2022 keerde Vreven, die al meer dan anderhalf jaar zonder club zat, terug naar Dessel Sport. Toen Vreven overnam, stond Dessel Sport slechts zeventiende op twintig clubs in Eerste nationale. Uiteindelijk eindigde Dessel veertiende, weliswaar met slechts vier punten meer dan Young Reds, dat als zeventiende barragewedstrijden moest spelen voor het behoud. Het was toen al een tijdje bekend dat Vreven in het tussenseizoen zou overstappen naar SV Belisia Bilzen en dat Bart Janssens hem zou opvolgen als trainer van Dessel.

### Belisia Bilzen
Begin maart 2023 raakte bekend dat Vreven vanaf het seizoen 2023/24 trainer zou worden van SV Belisia Bilzen, dat toen uitkwam in de Tweede afdeling. Midden juni maakte het pas naar Eerste klasse B gedegradeerde KV Oostende zijn interesse in Vreven bekend. Vreven maakte in diezelfde maand nog effectief gebruik van de opstapclausule in zijn contract.

### KV Oostende
Op 20 juni 2023 stelde KV Oostende Vreven voor als nieuwe hoofdcoach. De kustclub miste zijn competitiestart volledig: de eerste drie competitiewedstrijden gingen verloren. KV Oostende deed het in het seizoen 2023/24 goed in de Beker van België – naast FC Ganshoren en KAS Eupen schakelde de club onder leiding van Vreven ook KRC Genk uit –, maar in de competitie bleef de degradant in de kelder van het klassement hangen. Nauwelijks een paar dagen na de bekerstunt tegen Genk werd Vreven bedankt voor bewezen diensten. KV Oostende verkeerde op dat moment al een tijdje in financiële nood en zou enkele maanden later op de fles gaan.

### FK Panevėžys
Een halfjaar na zijn ontslag ging Vreven opnieuw aan de slag in het buitenland: de Limburger werd de nieuwe trainer van FK Panevėžys, dat een jaar eerder voor het eerst Litouws landskampioen was geworden. De club vertoefde op dat moment als regerend landskampioen in het kelder van het klassement van de A lyga. Onder Vreven slaagde de club erin om het behoud te verzekeren, mede door een mooie reeks waarin Panevėžys slechts één van zijn laatste dertien competitiewedstrijden verloor. In de Europese competities kende de club minder geluk: in de tweede kwalificatieronde van de Champions League werd de Litouwse kampioen uitgeschakeld door Jagiellonia Białystok (nadat het in de eerste ronde HJK Helsinki had uitgeschakeld), vervolgens sneuvelde Panevėžys ook in de voorrondes van de Europa League en Conference League tegen respectievelijk Maccabi Tel Aviv en The New Saints FC. In november 2024 namen trainer en club in onderling overleg afscheid van elkaar.

### KSC Lokeren-Temse
In februari 2025 ging Vreven aan de slag bij KSC Lokeren-Temse, de geestelijke opvolger van zijn ex-club KSC Lokeren. Daar werd hij de opvolger van Hans Cornelis, die de club van de Tweede afdeling naar Eerste klasse B had geleid, maar in laatstgenoemde competitie vielen de resultaten tegen – na 21 speeldagen was Lokeren-Temse dertiende, met slechts vier punten meer dan Jong Genk. Onder Vreven volgde de totale ommekeer: de Limburger begon met 12 op 15 en mocht eind maart al een contractverlenging tot medio 2026 ondertekenen bij Lokeren-Temse, dat door deze reeks zeker was van het sportieve behoud in Eerste klasse B. Lokeren-Temse won daarna ook nog de vier resterende wedstrijden in de reguliere competitie, waardoor Vreven in de reguliere competitie 24 op 27 behaalde. Lokeren-Temse eindigde zo nog zevende in de eindrangschikking, waardoor de club barragewedstrijden voor promotie mocht spelen.

## Carrière-overzicht
| Seizoen | Club                 | Land      | Wedst. | Doelp. | Competitie     |
| ------- | -------------------- | --------- | ------ | ------ | -------------- |
| 1981/88 | Diepenbeek VV        | België    |        |        |                |
| 1988/91 | Sint-Truiden         | België    |        |        | Jupiler League |
| 1993/94 | KV Mechelen          | België    | 8      | 1      | Jupiler League |
| 1994/95 | KV Mechelen          | België    | 18     | 0      | Jupiler League |
| 1995/96 | KV Mechelen          | België    | 27     | 1      | Jupiler League |
| 1996/97 | KV Mechelen          | België    | 29     | 1      | Jupiler League |
| 1997/98 | KAA Gent             | België    | 29     | 0      | Jupiler League |
| 1998/99 | KAA Gent             | België    | 28     | 0      | Jupiler League |
| 1999/00 | FC Utrecht           | Nederland | 29     | 1      | Eredivisie     |
| 2000/01 | FC Utrecht           | Nederland | 28     | 0      | Eredivisie     |
| 2001/02 | FC Utrecht           | Nederland | 29     | 1      | Eredivisie     |
| 2002/03 | FC Utrecht           | Nederland | 27     | 1      | Eredivisie     |
| 2003/04 | 1. FC Kaiserslautern | Duitsland | 8      | 0      | Bundesliga     |
| 2004/05 | Vitesse              | Nederland | 29     | 0      | Eredivisie     |
| 2005/06 | Vitesse              | Nederland | 17     | 0      | Eredivisie     |
| 2005/06 | Omonia Nicosia       | Cyprus    | 6      | 0      | A Divizion     |
| 2006/07 | ADO Den Haag         | Nederland | 20     | 0      | Eredivisie     |
| 2007/08 | Sint-Truiden         | België    | 5      | 0      | Eerste Klasse  |
| 2007/08 | KSK Tongeren (huur)  | België    | 10     | 0      | Derde Klasse   |
| 2008/09 | KESK Leopoldsburg    | België    | 22     | 0      | Vierde Klasse  |
| 2009/10 | KESK Leopoldsburg    | België    | 27     | 0      | Vierde Klasse  |
|         |                      | Totaal    | 359    | 6      |                |

## Erelijst

### MetFC Utrecht
| Competitie | Aantal | Jaren   |
| ---------- | ------ | ------- |
| KNVB beker | 1x     | 2002/03 |

### Lijst van interlands
| Nr° | Interland        | Datum            | Uitslag | Speelminuten                      | Goals | Assists | Geel | Rood |
| --- | ---------------- | ---------------- | ------- | --------------------------------- | ----- | ------- | ---- | ---- |
| 1   | Polen-België     | 21 augustus 2002 | 1-1     | 67 (vervangen door Jacky Peeters) | /     | /       | /    | /    |
| 2   | België-Bulgarije | 7 september 2002 | 0-2     | 90                                | /     | /       | X    | /    |